# 突破機構
突破機構（簡稱「突破」，Breakthrough Limited），於1973年成立，由蘇恩佩（已故）及蔡元雲創辦，是香港基督教非牟利及非政府資助青少年服務機構，聯絡地址為香港新界沙田亞公角山路33號突破青年村及香港九龍佐敦吳松街191號突破中心。

## 歷史
突破運動於1973年開展；次年《突破》雜誌創刊，進軍青少年市場。 
1975年，突破輔導中心成立，並開始電台廣播節目。1978年影音中心及活動部正式成立，使「突破」發展成為一間多元化的服務及文化機構，服務香港青少年。
- 1973年，籌辦《突破》雜誌。
- 1974年，《突破》雜誌創刊號出版。
- 1975年，突破輔導中心成立。 同年，廣播節目《空中突破》在商業二台開始播出。
- 1979年，《突破少年》雜誌創刊。
- 1980年，《突破叢書》出版。
- 1982年，《齊唱新歌》出版。
- 1985年，購入「突破中心」。 廣播節目《突破時刻》在商業二台播放。
- 1988年，突破青少年發展中心成立。
- 1989年，在亞洲電視播出電視製作《亞太新人類》；此乃「突破」的首套電視製作。
- 1990年，電視製作《亞太新人類》榮獲紐約國際電影電視節優異獎。
- 1991年，在亞洲電視推出《創路人》、《尋找大都會》、《再見東歐》等電視製作。
- 1992年，突破海外使團在加拿大正式成立。
- 1996年，突破青年村正式開幕。 同年舉行第一屆「國際華人青年領袖訓練營」及成立突破領袖訓練中心。
- 1998年，於香港及上海舉行「聽聽少年心底夢」心意卡及「十項聆聽要訣」創作比賽。新城電台推出《新新青年互助委員會》節目。
- 2000年， Uzone21.com（勇想廿一）網站正式啟用，服務青少年。
- 2001年，《U+》青少年雜誌創刊，取替已有 20年歷史的《突破少年》雜誌。
- 2004年，採用嶄新訓練模式，與教會聯合推出「教會青少年導師培育計劃」。
- 2005年，在優質教育基金贊助下，推出為期兩年的「創意通識學習」計劃。
- 2007年，喚起全城參與「燃夢行動」–「夢改變世界」。
- 2009年，出版《Breakazine突破書誌  （页面存档备份，存于）》。
- 2010年，出版電子書籍。
- 2012年，推出「真人圖書館」。
- 2013年，推出網上媒體「一小步 （页面存档备份，存于）」。
- 2015年，舉行「突破‧新里程」接棒典禮。
- 2015年，舉行首屆「突破山城節」。
- 2016年，創辦推動另類職志的共享工作空間及平台「Trial and Error Lab （页面存档备份，存于）」。
- 2017年，於突破中心推動「突破文化空間」。
- 2018年，舉行「BREAK! 創意青年工作週」。
- 2020年 至 2022年，舉行「Trial and Error Fest （页面存档备份，存于）」。

## 服務
「突破」提供的青少年服務包括：

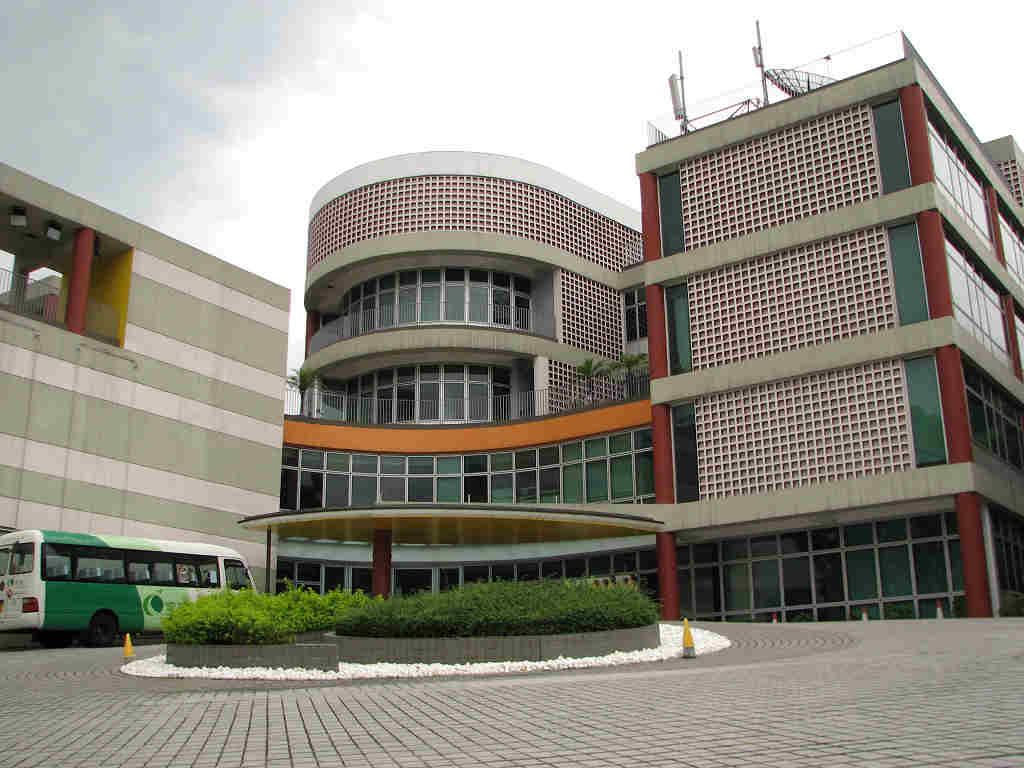
香港新界沙田突破青年村

- 出版雜誌、叢書，以及教科書──建立青少年的價值觀
- 電子影音媒體製作：包括電視專輯、錄像短片、電台廣播及音樂創作等，傳遞青少年的信息
- 輔導服務：包括個人、婚姻、成長課程、家長小組、講座、輔導技巧訓練及家庭輔導服務
- 幫助青少年發掘潛能及培養領袖素質[2]
- 籌辦各類藝術展覽及文化活動[3]
- 透過服侍社群、創意體驗及就業發展，塑造青年人積極參與社會服侍
- 展能活動，鍛練年輕人身、心、靈  [4]
- 資訊活動，舉辦多項活動、講座與訓練等，建立社群精神
- 提供領袖課程及訓練工作，塑造青少年領袖才能
- 資訊及研究工作，就不同的青少年課題進行研究 [5]

## 突破青年村
1993年，「突破」獲得政府撥地8,141平方米興建突破青年村。 該青年村於1996年落成。 青年村令「突破」能夠對香港青少年的成長作出長期承擔。 
1997年初，政府再批出青年村附近二萬平方尺左右的土地，興建野外歷奇訓練場地，藉野外歷奇訓練促進青少年的成長。 

## 外部連結
- 突破機構（官方網站） （页面存档备份，存于）
- 突破機構Facebook page （页面存档备份，存于）
- 《Breakazine 突破書誌》網頁 （页面存档备份，存于）
- 《Little Post 一小步》Facebook page （页面存档备份，存于）
- Trial & Error Lab Facebook page （页面存档备份，存于）
- 突破青少年研究資料庫 （页面存档备份，存于）